# Talsperre Troneras
Die Talsperre Troneras (span. Represa Troneras) liegt am Río Guadalupe, einem linken Nebenfluss des Río Porce, im zentralen Norden Kolumbiens. Die Talsperre befindet sich in der kolumbianischen Zentralkordillere 65 km nordnordöstlich der Großstadt Medellín im Departamento de Antioquia.
Der Río Guadalupe wird nördlich der Gemeinde Carolina del Príncipe auf einer Länge von 6,5 km aufgestaut. 
Der auf einer Höhe von etwa 1770 m gelegene Stausee erhält zusätzlich Wasser von der weiter westlich gelegenen Talsperre Miraflores, die im Einzugsgebiet des Oberlaufs des Río Nechí liegt. Der Staudamm besitzt eine Hochwasserentlastungsanlage. Unterhalb der Talsperre befindet sich ein Wasserkraftwerk. Das Wasser treibt zwei vertikal-gerichtete Francis-Turbinen mit jeweils 20 MW Leistung an. Die erste Kraftwerkseinheit ging 1964 in Betrieb, die zweite ein Jahr später. Die durchschnittliche Jahresenergieproduktion beträgt 242 GWh. Betreiber der Anlage ist Empresas Públicas de Medellín (EPM). Flussabwärts befinden sich die beiden Wasserkraftwerke Guadalupe III und Guadalupe IV.